# Drogenpolitik
Drogenpolitik umfasst jenen Bereich der Politik, der sich mit den gesellschaftlichen Rahmenbedingungen im Umgang mit Drogen beschäftigt. Traditionell eher im Aufgabenfeld der Innenpolitik verortet, werden mittlerweile die Gesundheits- und Sozialpolitik eingebunden, um den Ansatz zu einer eher ganzheitlichen Sichtweise zu verschieben.

## Geschichte
Während das Bedürfnis, den Umgang mit psychoaktiven Substanzen zu thematisieren, bereits seit biblischen Zeiten dokumentiert ist, existiert eine eigenständige Drogenpolitik in Deutschland erst seit den späten 1960er Jahren. Die Anfänge gehen international auf die 1920er und 1930er Jahre zurück, als viele bis dahin legale und als Medizin verkaufte Stoffe, teilweise pflanzlicher Natur, bspw. Kokain und Cannabis, teilweise halbsynthetisch hergestellte Substanzen wie Heroin, international geächtet und verboten wurden.
Wichtige Zeitpunkte in der internationalen Entwicklung waren:
- seit 1839: der Versuch der chinesischen Regierung, den Opiumhandel ausländischer Unternehmen in China zu stoppen. Das Motiv lag zunächst vor allem darin, ein negatives Außenhandelsdefizit zu stoppen. Großbritannien erzwang in den Opiumkriegen (1839–1842 und 1856–1860) die Wiederöffnung des chinesischen Marktes mit der Folge von ca. 20 Millionen Opiumsüchtigen in China im Jahr 1880.
- 25. März 1872: Regelung zu Cannabis in Deutschland – in der Verordnung, betreffend den Verkehr mit Apothekerwaaren wird bestimmt, dass bestimmte „Drogen und chemische Präparate“ nur in Apotheken verkauft werden dürfen, darunter auch „Indischer Hanf – Herba Cannabis Indicae“, weitere Regelungen gibt es nicht.[2]
- 1909: Die Internationale Opiumkommission wird in Shanghai gegründet.
- 23. Oktober 1910: Der kaiserliche Gouverneur von Südwestafrika, dem heutigen Namibia, schreibt: „Das einzige stark narkotische Rauschmittel, das hier zum Genusse gelangt, ist das 'Dagga', eine Art Hanf, der aus der Kapkolonie eingeführt, auch teilweise hier im Lande von Buschleuten angebaut wird. Der mit 10 M (Mark) für roh 1 kg hierauf gelegte Einfuhrzoll soll prohibitiv wirken.“[3]
- 1911/1912: Erste Internationale Opiumkonferenz. Es wird eine „drogenfreie Welt“ beschlossen. Es ging hauptsächlich um Opium und dessen Abkömmlinge (Morphin, Codein, Heroin), aber erstmals auch um Kokain und, auf Antrag der italienischen Regierung, um ein Verbot von Cannabis.[4] Die italienische Regierung zog den Vorschlag jedoch zurück, zudem stellten die Delegierten fest, dass zu wenig Informationen und Statistiken über Cannabis vorlagen.
- 1920: Deutschland muss als Folge des Ersten Weltkrieges erste Opiumrechtsnormen erlassen.[5] Die Initiative hierzu stammte von der Internationalen Vereinigung für den Kampf gegen das Opium in Peking und England, auf deren Betreiben der Versailler Vertrag in Artikel 295 I um die Verpflichtung der unterlegenen Staaten ergänzt wurde, das Internationale Opiumabkommen von 1912 zu ratifizieren – und zwar gemäß Artikel 295 I binnen 12 Monaten.[6] Opium, seine Abkömmlinge, und Kokain waren nun gesetzlich strengen Regelungen unterworfen, Cannabis war aber nach wie vor legal in der Apotheke erhältlich.
- 1924/1925: Die Genfer Opiumkonferenz beschließt ein globales Cannabisverbot. Dies kam durch die Hartnäckigkeit des ägyptischen Delegationsleiters El Guindy (neben Ägypten hatten auch Südafrika und die Türkei ähnliche Vorschläge eingebracht, beide Staaten verfolgten auf der Konferenz ihre Vorschläge aber nicht weiter). Er beantragte am 13. Dezember 1924, nachdem die Konferenz bereits einen knappen Monat tagte, dass Cannabis in die Liste der kontrollierten Substanzen aufgenommen werden sollte.[7]
- Am 10. Dezember 1929 wurde das Opiumabkommen vom Reichstag in Form des Opiumgesetzes in Deutschland umgesetzt.[8] Seitdem ist Cannabis in Deutschland verboten. Allerdings war es weiterhin möglich, Cannabis aus Apotheken zu beziehen. Allmählich verschwand auch die medizinische Verwendung von Cannabis.
- 13. Dezember 1964: Das UN-Einheitsabkommen über die Betäubungsmittel tritt in Kraft.
- 21. Februar 1971: Bevollmächtigte der teilnehmenden Länder unterzeichneten in Wien das Übereinkommen über psychotrope Stoffe
- 22. Dezember 1971: Im Zuge der internationalen Studentenbewegung, in Deutschland vor allem in der 68er-Bewegung, wird Cannabis wieder bekannt. Die Gesetzgeber ließen nicht lange auf sich warten, 1971 wurde eine von allen Parteien getragene Änderung des Opiumgesetzes verabschiedet. Das Gesetz trat am 25. Dezember in Kraft und wurde am 10. Januar 1972 nach einigen redaktionellen Änderungen neu bekannt gemacht.[9]
- 25. März 1972: Das Protokoll von 1972 zum Einheitsabkommen wird unterzeichnet.
- 20. Dezember 1988: Übereinkommen der Vereinten Nationen gegen den unerlaubten Verkehr mit Suchtstoffen und psychotropen Stoffen
- 1996: in der US-amerikanischen Zeitung San Jose Mercury erscheint unter dem Titel Dark Alliance eine Artikelserie des Muckrakers Gary Webb, in dem die Involviertheit mehrerer US-Bundesbehörden in den Drogenschmuggel aus Lateinamerika belegt und kritisiert wird. Der Artikel sorgte in den USA für großes Aufsehen.
- Thailand: Von Februar bis Mai 2003 führte die Regierung von Premierminister Thaksin Shinawatra eine „Antidrogenkampagne“ durch, in deren Verlauf etwa 3000 Menschen getötet wurden. Menschenrechtsorganisationen vermuten, dass ein großer Teil der Morde auf das Konto von Angehörigen der Polizeikräfte geht.
- Im April 2004 erklärt der afghanische vorläufige Präsident Hamid Karzai den “jihad on drugs”, nachdem die Opiumernte eine Rekordmenge von 3600 Tonnen im Jahr 2003 erreicht hatte (das sind drei Viertel der Weltversorgung).
- Großbritannien, Juli 2005: Ein offizieller Untersuchungsbericht kommt zu dem Ergebnis, dass der „Krieg gegen Drogen“ gescheitert ist.[10]
- Im Juni 2011 kritisierte ein hochrangiges internationales Gremium (Mitglied unter anderem Ex-UN-Generalsekretär Kofi Annan) die repressive Drogenpolitik und kam zu dem Ergebnis, dass der weltweite Kampf gegen Drogen gescheitert ist.[11]

## Länderspezifische Drogenpolitik

### Vereinigte Staaten
Richard Nixon prägte 1972 den Begriff „War on Drugs“. In den USA ist vor allem die 1973 gegründete Drogenbekämpfungsbehörde DEA für die Bekämpfung illegaler Drogen zuständig. Seit 1988 werden die Aktionen durch das neu gegründete „Office of National Drug Control Policy“ koordiniert und überwacht. Die USA beteiligen sich auch an multinationalen Operationen gegen den illegalen Drogenhandel, z. B. an der Operation Solare 2007/2008, und in den Drogenanbauländern. Kritisch ist dabei zum Beispiel zu sehen, dass die CIA während des Sowjetisch-Afghanischen Krieges (1980–1988) jedoch indirekt den Anbau von Opium in Afghanistan und dessen Weiterverarbeitung zu Morphin bzw. Heroin (Diacetylmorphin) unterstützte.
Der US-amerikanische Philosoph Michael Huemer nimmt zu den Hauptargumenten der Drogendebatte wie folgt Stellung:
- Man solle Menschen nicht dafür bestrafen, dass sie sich selbst Schaden zufügen oder einem Schadensrisiko aussetzen – etwa indem sie Tabak rauchen, Motorrad fahren, ungeschützten Geschlechtsverkehr haben oder einen Mistkerl heiraten. Auch die Schadenshöhe tauge nicht als Abgrenzungskriterium: Das Risiko eines Tabakkonsumenten, an seiner Leidenschaft zu sterben, sei erheblich höher als das eines Konsumenten illegaler Drogen.
- Zum Argument, Drogenkonsum könne zum Abbruch zwischenmenschlicher Beziehungen führen, entgegnet Huemers, dass jemand, der keine Drogen konsumiert, ebenfalls seine Mitmenschen verprellen kann, ohne dass ihn deswegen jemand ins Gefängnis stecken wolle. Gleiches gelte für finanziellen Schaden, den Drogenkonsum bewirken kann. Jemand kann sich selbst auf andere Weise finanziell schaden, etwa indem er seine Arbeit kündigt und seine Ersparnisse verprasst, wofür ebenfalls keine Strafe gefordert werde. In gleicher Weise entkräftet Huemer als Verbotsgrund den Vorwurf, dass Drogen Menschen ihr Pflicht- und Verantwortungsgefühl rauben.
- Huemer zufolge sind die Teilnahme am Straßenverkehr unter Drogeneinfluss sowie Drogenkonsum in der Schwangerschaft zu Recht verboten. Dagegen sei eine Bestrafung für sonstiges Verhalten absurd, das man von einem Drogenkonsumenten lediglich befürchtet: nämlich ein schlechter Schüler, Ehemann, Arbeiter etc. zu sein, wofür niemand Strafen fordere.
- Huemer sagt, Menschen hätten ein Recht Drogen zu konsumieren, weil ihnen ihr eigener Körper gehöre. Da Drogen in erster Linie den Körper des Konsumenten beeinflussen, sei Drogenkonsum ein Paradebeispiel für die Ausübung des Rechts über den eigenen Körper.
- Der Einwand, Drogenkonsumenten würden aufgrund ihrer Sucht gar nicht eigenverantwortlich handeln, habe zur Konsequenz, dass man sie dann auch nicht strafrechtlich zur Verantwortung ziehen könne.

### Deutschland
Im Bericht 2014 des nationalen REITOX-Knotenpunkts der Deutschen Beobachtungsstelle für Drogen und Drogensucht an die Europäische Beobachtungsstelle für Drogen und Drogensucht wird der Begriff Drogenpolitik für Deutschland folgend definiert:

„Der Begriff ‚Drogenpolitik‘ bezog sich bis zum Ende des letzten Jahrhunderts nur auf illegale Drogen, die im Mittelpunkt des politischen Interesses standen. Es gab keine vergleichbare Konzeption für eine Alkohol- oder Tabakpolitik oder für eine substanzübergreifende ‚Sucht‘-Politik. Seit einigen Jahren stehen Störungen durch legale psychotrope Substanzen (z. B. Alkohol, Tabak und Medikamentenmissbrauch) und substanzübergreifende Aspekte (z. B. in der universellen Prävention oder bei Patienten mit Mehrfachmissbrauch) sowie seit einiger Zeit auch stoffungebundene Süchte (z. B. pathologisches Glücksspiel) stärker im Mittelpunkt des politischen Interesses. Aus diesem Grunde werden zunehmend die Begriffe ‚Drogen- und Suchtpolitik‘ oder ‚Suchtpolitik‘ anstelle von ‚Drogenpolitik‘ verwendet. Wegen der Unterschiede in den politischen Zielen und Strategien hinsichtlich legaler und illegaler Substanzen wird in Deutschland vorzugsweise der Begriff ‚Drogen- und Suchtpolitik‘ verwendet. Darüber hinaus hat sich das Blickfeld vom ursprünglichen Hauptinteresse an der Substanzabhängigkeit auch hin zu riskantem und schädlichem Konsumverhalten und damit zu einem weitergehenden Verständnis einer Gesundheitspolitik für substanzbezogene Störungen und Risiken erweitert. Die deutsche Sprache kennt dafür allerdings keinen Kurzbegriff, so dass vor allem der (unzureichende) Begriff der ‚Suchtpolitik‘ weiterhin Verwendung findet. Für die jährlichen Berichte der Deutschen Beobachtungsstelle für Drogen und Drogensucht (DBDD) hat das zur Folge, dass teilweise auch auf legale Substanzen und gemeinsame Strategien für legale und illegale Substanzen eingegangen werden muss. Eine Trennung ist an vielen Stellen aufgrund der fachlichen und politischen Entwicklung nicht mehr möglich.“

### Niederlande
Die niederländische Drogenpolitik und das niederländische Opiumgesetz (nl. Opiumwet) unterscheiden „weiche Drogen“ und „harte Drogen“. Der Erwerb, Besitz und Konsum dieser „weichen Drogen“ führen in bestimmten Fällen nicht zu einer Strafverfolgung.

### Portugal
Portugal litt seit den 1980er und 1990er Jahren unter einem wachsenden gesellschaftlichen Drogenproblem, mit vielen Drogentoten, wachsender Drogenkriminalität und zunehmender Zahl AIDS-Infizierter, schließlich war etwa 1 % der Bevölkerung Portugals heroinabhängig. Da der herkömmliche, trotz der seit 1987 eingerichteten Hilfeeinrichtungen weiter repressive Weg keine Erfolge zeigte, entschloss sich die Regierung unter Premierminister und heutigem UN-Generalsekretär António Guterres im Jahr 2001 zu einer tiefgreifenden Kehrtwende. Der portugiesische Weg der weltweit ersten umfassenden Entkriminalisierung aller Drogen mit umfassender staatlichen Hilfe für Drogenabhängige zeigte danach schnell Erfolg und erfuhr in der Folge internationale Beachtung.
Unter der Leitung des Fachmediziners João Goulão, der seit 1997 die Drogenhilfe des Landes leitete und später mehrmals der Europäischen Beobachtungsstelle für Drogen und Drogensucht vorstand, wurde der Regierung 1998 eine umfassende Untersuchung des portugiesischen Drogenproblems vorgelegt. Daraufhin entwickelte das Gesundheitsministerium eine neue Drogenpolitik und eine Gesetzesvorlage. Im Jahr 2000 gelangte das entsprechende Gesetz nach kontroversen Diskussionen zur Verabschiedung und trat im Juli 2001 in Kraft.
Die neue Drogenpolitik folgt den zwei Grundsätzen Humanismus und Pragmatismus und sieht dabei Drogenabhängige nicht mehr als Kriminelle, sondern als hilfsbedürftige Kranke. Drogen und insb. der Handel damit bleiben dabei aber trotz teilweiser Entkriminalisierung illegal. Eine Vielzahl Hilfsangebote und ein massives Methadonprogramm stehen den Patienten in staatlichen, öffentlich-rechtlichen und privaten Einrichtungen zur Verfügung und werden von sog. Dissuasionskommissionen mit Ziel an sie herangetragen, sie davon zu überzeugen, den Konsum illegaler Drogen zu beenden. Wenn sich Personen gegen eine vorgeschlagene Entzugstherapie entscheiden, aber innerhalb von sechs Monaten trotzdem wieder mit Drogen aufgegriffen werden, werden ihnen weitere Konsequenzen auferlegt, z. B. in Form der Verpflichtung zu gemeinnütziger Arbeit bis hin zum Führerscheinentzug. Drogenmissbrauch wird also weiterhin sanktioniert, aber nunmehr im Rahmen des Verwaltungsrechts und nicht mehr strafrechtlich. Finanziert wird die neue Politik zu einem wesentlichen Teil über Einsparungen, etwa durch die weggefallenen Kontrollen und Disziplinierungen der Abhängigen, geringere Kriminalität, eingesparte Gerichts- und Gesundheitskosten (weniger AIDS-Infizierte, weniger Drogentote und kaum noch Gerichtsverfahren wegen Kleindelikte), und die Reduzierung und Konzentration der Polizeiarbeit auf den Drogenhandel. Der Handel mit Drogen ist dabei weiter strafbar, straffrei ist nur der Besitz kleinerer Mengen (bis etwa zehn Tagesdosen).

### Schottland
Nachdem in Schottland im Jahr 2020 insgesamt 1339 Menschen an den Folgen ihres Drogenkonsums starben (so viele wie nie seit Beginn der Aufzeichnungen Im Jahr 1995) führte die schottische Regierung die Möglichkeit des Verzichts auf eine Strafverfolgung bei Besitz von „Class A“-Drogen (Heroin, Kokain und Crystal Meth) ein. Dadurch ist ein Besitz jener Drogen nicht mehr grundsätzlich von der schottischen Polizei strafrechtlich zu verfolgen, sondern er kann auch lediglich mit einer Verwarnung geahndet werden, so wie es mit sogenannten „weichen“ Drogen in Schottland schon länger möglich ist. Ein Handel jener Drogen steht weiterhin unter Strafe.

### Schweiz
Die Schweiz hat 1929 die Opiumkonvention ratifiziert, wie die Regierung dem Völkerbund verbindlich mitteilte.
Die Schweizer Drogenpolitik wird als die sogenannte Viersäulenpolitik bezeichnet. Die vier Säulen sind:
1. Prävention
2. Therapie und Wiedereingliederung
3. Schadensminderung und Überlebenshilfe (dazu gehört auch die Substitutionstherapie Opioidabhängiger, d. h. die Abgabe von Methadon und Heroin an Schwerstsüchtige)
4. Repression und Kontrolle

Diese differenzierte Politik ist entwickelt worden, nachdem anfangs 1990er Jahre die repressive Drogenpolitik zu unhaltbaren offenen Drogenszenen geführt hatte, etwa auf dem Platzspitz in Zürich und im Kocherpark in Bern. Seither hat sich der Drogenkonsum stark verändert.
Die Schweizer Drogenpolitik ist in verschiedenen Volksabstimmungen bestätigt worden. So ist etwa die Änderung des Betäubungsmittelgesetzes am 30. November 2008 mit einem Ja-Stimmenanteil von 68,1 % angenommen worden.